# Julie Lunde Hansen
Julie Lunde Hansen (* 19. März 1972 in Oslo) ist eine ehemalige norwegische Skirennläuferin.
Die Riesenslalom-Spezialistin erzielte in ihrer kurzen Karriere drei Podestplätze.
- 1990: 2. Platz in Klövsjö hinter Carole Merle (14. März)
- 1991: 2. Platz in Vail hinter Vreni Schneider und 3. Platz in Waterville Valley hinter Julie Parisien und Ulrike Maier (17. und 22. März)

Bei den Skiweltmeisterschaften 1991 in Saalbach-Hinterglemm vermochte sie sich im Riesenslalom auf dem 12. Rang zu klassieren. Hansen ist Ende der Saison 1994/95 zurückgetreten.